# 決戰撒哈拉
《決戰撒哈拉》（英語：Running the Sahara）是一部2007年美國紀錄片，講述了雷·薩哈布、查理·恩格爾和林義傑嘗試挑戰撒哈拉沙漠的經歷。他們總共行走了6920公里，於2007年2月20日抵達紅海。
紀錄片由麥特·戴蒙擔任旁白。導演詹姆斯·摩爾在非洲六個國家拍攝外景：塞內加爾、茅利塔尼亞、馬里、尼日、利比亞和埃及。全程為攝製組提供後勤支持。
《決戰撒哈拉》於2007年9月在多倫多國際影展上舉行全球首映，2008年10月17日在美國以DVD首映發行。紀錄片口碑正面，在爛番茄網站的觀眾支持度達80%。

## 外部連結
- The Official Running the Sahara Website （页面存档备份，存于）
- 互联网电影数据库（IMDb）上《決戰撒哈拉》的资料（英文）
- 豆瓣电影上《決戰撒哈拉》的資料 （简体中文）